# Ангел за моим столом
«Ангел за моим столом» (англ. An Angel At My Table) — биографическая драма режиссёра Джейн Кэмпион. Экранизация автобиографии новозеландской писательницы — Дженет Фрейм. Фильм получил международную премию критиков на 15-м кинофестивале в Торонто и премию Большого жюри на 47-м Венецианском кинофестивале, а также призы Кино и ТВ Новой Зеландии и Чикагской ассоциации кинокритиков.

## Сюжет
Дженет Фрейм растёт в многодетной (четыре дочери и сын) семье в Новой Зеландии. Она выделяется пышными огненно-рыжими волосами, повышенной чувствительностью и застенчивым, даже робким характером — как следствие её непривлекательной внешности. А ещё у Дженет есть талант — она пишет стихи. Её способность к стихосложению проявляется ещё в школе, а в колледже она начинает даже публиковать свои стихи и рассказы. Но депрессия и нервные срывы приводит её в психиатрическую больницу. Врачи ставят Дженет ошибочный диагноз — шизофрения, и её помещают в стационар и 8 лет лечат, в том числе электрошоком.
Но Дженет удаётся продолжить своё творчество и даже получить литературную премию за свой первый сборник рассказов. Именно благодаря полученной премии ей удаётся избежать лоботомии и покинуть психиатрическую лечебницу. Дженет поддерживает известный новозеландский писатель, а после публикации новой книги и получения литературного гранта она покидает Новую Зеландию и отправляется в Европу. Впереди Дженет ждут новые переживания и достижения.

## В ролях
- Керри Фокс — взрослая Джанет
- Алексия Кеог — юная Джанет
- Кэрен Фергюссон — Джанет в детстве
- Айрис Черн — мать
- К. Дж. Уилсон — отец
- Мартин Сандерсон — Френк
- Мелина Бернекер — Миртл
- Сара Сматс-Кеннеди — Джун
- Кэтерин Мюррэй-Каупер — Изабель в детстве
- Сэмэнта Таунсли — Изабель — тинейджер
- Глинис Эйнджелл — Изабель

## Съёмочная группа
- Режиссёр: Джейн Кэмпион
- Оператор: Стюарт Драйбёрг
- Сценарист: Лора Джоунс
- Продюсер: Бриджет Айкин
- Монтажер: Вероника Хаусслер
- Композитор: Дон МакГлэшэн
- Художник: Грэнт Мэйджор
- Костюмы: Гленис Джексон
- Декорации: Джеки Гилмор